# Gloster (Mississippi)
Pour les articles homonymes, voir Gloster.
Gloster est une ville américaine située dans le comté d'Amite, dans le Mississippi. Selon le recensement de 2020, sa population est de 897 habitants.